# Roy Chiao
Roy Chiao Hung (ur. 16 marca 1927 w Szanghaju, zm. 16 kwietnia 1999 w Seattle) – chiński aktor.
Był znany, ze względu na swoją posturę, jako Lew Kina (ang. The Lion of the Cinema). Chiao dobrze jeździł konno, nurkował i pilotował samolot. Władał płynnie angielskim, japońskim, koreańskim oraz wieloma dialektami chińskimi. W czasie wojny koreańskiej był tłumaczem dla United States Army.
Zdobył nagrodę Hong Kong Film Award w kategorii Best Actor za film Letni śnieg.

## Filmografia
- 1971: Dotyk Zen – Hui Yuan
- 1973: Wejście smoka – opat Shaolin (niewymieniony w czołówce)
- 1978: Gui ma fu xing you ming wen ni pa wei
- 1978: Fay Lung kwo gong – Chiao
- 1978: Gra śmierci – Henry Lo
- 1981: Gra śmierci 2 – Abbot
- 1984: Indiana Jones i Świątynia Zagłady – Lao Che
- 1985: Protektor jako pan Ko
- 1985: Serce smoka – właściciel restauracji
- 1986: Shen tan zhu gu li – inspektor Chiao
- 1986: Szalona misja IV – profesor
- 1986: Poza prawem – urzędnik
- 1987: Życie to chwila
- 1988: Wieczne smoki – sędzia Lo Chung-Wai
- 1988: Krwawy sport – Tanaka
- 1989: Long zhi zheng ba – ojciec Hwa
- 1989: Dama reportażu – prokurator Ju
- 1989: Fa da xian sheng
- 1990: W cieniu Chin – Lee Hok Chow
- 1992: Lung Min – Koo Yiu-Choo
- 1992: Xi Zang xiao zi – Robinson
- 1993: Furgonetka i dziewczyna – ojciec Maggie
- 1995: Letni śnieg – Lin Sun
- 1996: Blind Romance – Dziadek Tung-Tunga 10
- 1997: 97 ga yau hei si – Pan Lo